# Felip I de Savoia
Felip I de Savoia (Aiguebelle, Savoia 1207 - Roussillon 1285) fou el comte de Savoia entre 1268 i 1285 i pel seu casament comte de Borgonya entre 1267 i 1279. Anteriorment, però, havia estat arquebisbe de Lió i bisbe de Valença.

## Antecedents familiars
Va néixer el 1207 sent fill del comte Tomàs I de Savoia i la seva esposa Margarida de Ginebra. Era net per línia paterna d'Humbert III de Savoia i Beatriu de Mâcon, i per línia materna de Guillem I de Savoia.
Fou germà dels també comtes Amadeu IV, Tomàs II i Pere II, i mitjançant el casament de la seva germana Beatriu s'emparentà amb el comte Ramon Berenguer V de Provença.
Morí a la ciutat de Roussillon, situada a l'actual departament francès de l'Isère, el 15 d'agost de 1285.

## Vida eclesiàstica
Com a vuitè fill del comte Tomàs I fou orientat vers a la vida eclesiàstica. Així el 1240 fou candidat a esdevenir bisbe de la ciutat de Lausana, sent nomenat però el 1241 bisbe de la ciutat de Valença, càrrec que va ocupar fins al 1267.
El 1244 el papa Innocenci IV hagué de fugir de la ciutat de Roma. Felip de Savoia va convèncer el seu germà Amadeu IV de Savoia que deixés passar al Summe Pontífex a través de les seves terres, aconseguint que poseteriorment Felip fos escollit arquebisbe de Lió (1245-1267)

## Ascens al tron comtal
En contra de totes les expectatives, a la mort de Pere II de Savoia Felip fou nomenat el seu hereu, per la qual cosa abandonà els seus vots eclesiàstics i es casà per assegurar un hereu.
L'any 1272 va adquirir el Comtat de Bresse i el 1282 es va oposar a una coalició amb el rei Rodolf I d'Alemanya, Carles I de Sicília, el delfí i els comtes de Ginebra.

## Núpcies i descendents
L'11 de juliol de 1267 es casà amb la comtessa Adelaida I de Borgonya, filla d'Otó II de Borgonya i Beatriu II de Borgonya. Pel seu casament amb la Comtessa Palatina del Comtat de Borgonya es convertí en comte de Borgonya. D'aquesta unió, però, no tingueren fills, i el comtat de Borgonya revertí en un fill del primer matrimoni d'Adelaida.
A la seva mort sense descedents nomenà hereu el seu nebot Amadeu V de Savoia, fill del seu germà gran Tomàs II de Savoia.